# Christisonia wightii
Espèce
Christisonia wightii est une espèce de plantes dicotylédones parasites de la famille des Orobanchaceae, originaire d'Asie.
Cette plante herbacée holoparasite épirhize est un important parasite des cultures de canne à sucre aux Philippines. 

## Synonyme
Selon Catalogue of Life (19 février 2015)  :
- Aeginetia wightii Livera.